# Abel Santamaría repülőtér
Az Abel Santamaría repülőtér (spanyol nyelven: Aeropuerto Abel Santamaría) (IATA: SNU, ICAO: MUSC) egy nemzetközi repülőtér Kubában Villa Clara közelében.  Üzemeltetője az Empresa Cubana de Aeropuertos y Servicios Aeroportuarios.

## Futópályák
A repülőtér futópályái:
- 08/26 (3017 m, aszfalt)

## Forgalom
Az utasforgalom az elmúlt években az alábbi módon változott:

## Légitársaságok és úticélok
2023-ban a Abel Santamaría repülőtérről az alábbi járatok indulnak:
| Légitársaság      | Célállomások                                                                                     |
| ----------------- | ------------------------------------------------------------------------------------------------ |
| Air Canada Rouge  | Szezonális: Montréal–Trudeau, Toronto–Pearson                                                    |
| Air Transat       | Montréal–Trudeau, Toronto–Pearson Szezonális: Halifax, Ottawa, Québec City                       |
| American Airlines | Miami                                                                                            |
| Aruba Airlines    | Managua                                                                                          |
| Copa Airlines     | Panama City–Tocumen                                                                              |
| Neos              | Szezonális: Milan–Malpensa                                                                       |
| Nordwind Airlines | Szezonális charter: Moscow–Sheremetyevo                                                          |
| OWG               | Montréal–Trudeau, Toronto–Pearson                                                                |
| Sunwing Airlines  | Montréal–Trudeau, Toronto–Pearson Szezonális: Fredericton, Halifax, Ottawa, Québec City, Windsor |
| Viva Aerobus      | Cancún Szezonális: Mérida                                                                        |
| World2Fly         | Szezonális charter: Pozsony, Prága                                                               |